# Mathias Traxler

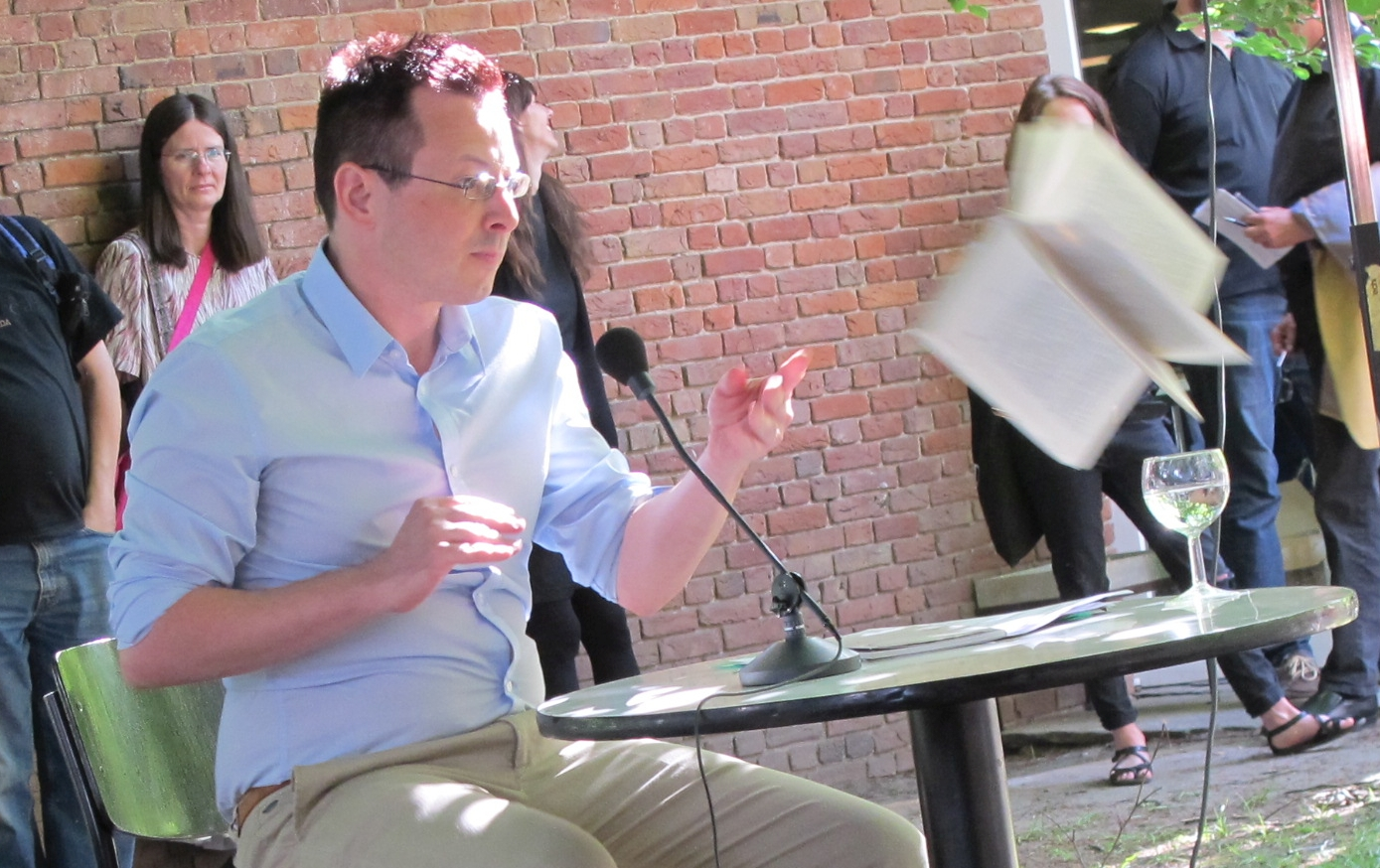
Mathias Traxler liest auf dem Lyrikmarkt in Berlin 2016

Mathias Traxler (* 1973 in Basel) ist ein Schweizer Schriftsteller. 
2011 erschien sein Buch You're welcome, 2016 der Band Unterhaltungsessays. Seine Werke wurden ins Englische und Tschechische übersetzt. 
Traxler ist Lehrbeauftragter an der Fachhochschule Düsseldorf.

## Auszeichnungen
2015: Preis der Stadt Münster für internationale Poesie (als Übersetzer von Charles Bernstein)